# Bosc de pagodes del monestir Shaolin
El bosc de pagodes del monestir Shaolin fa referència a les 228 pagodes construïdes a partir de l'any 791 dC durant les dinasties Tang, Yuan, Ming i Qing. La quantitat de nivells o pisos de les pagodes havien de ser nombres imparells (d'1 a 7) i es basaven en els assoliments dels mestres budistes pels quals van ser construïts. L'era en la qual va ser construïda cada pagoda afecta la seva forma (arrodonida o quadrada) i el nombre de costats (4 o 6). El bosc de pagodes s'alça als peus de la muntanya Shaoshi i és un dels majors boscos de pagodes de la Xina. Va ser nomenat Paisatge d'excepcional bellesa el 1996 i, juntament amb el monestir varen ser inscrites com a Patrimoni de la Humanitat el 31 de juliol de 2010, com a part de la denominació «Monuments històrics de Dengfeng a la Ciutat del cel i de la terra».

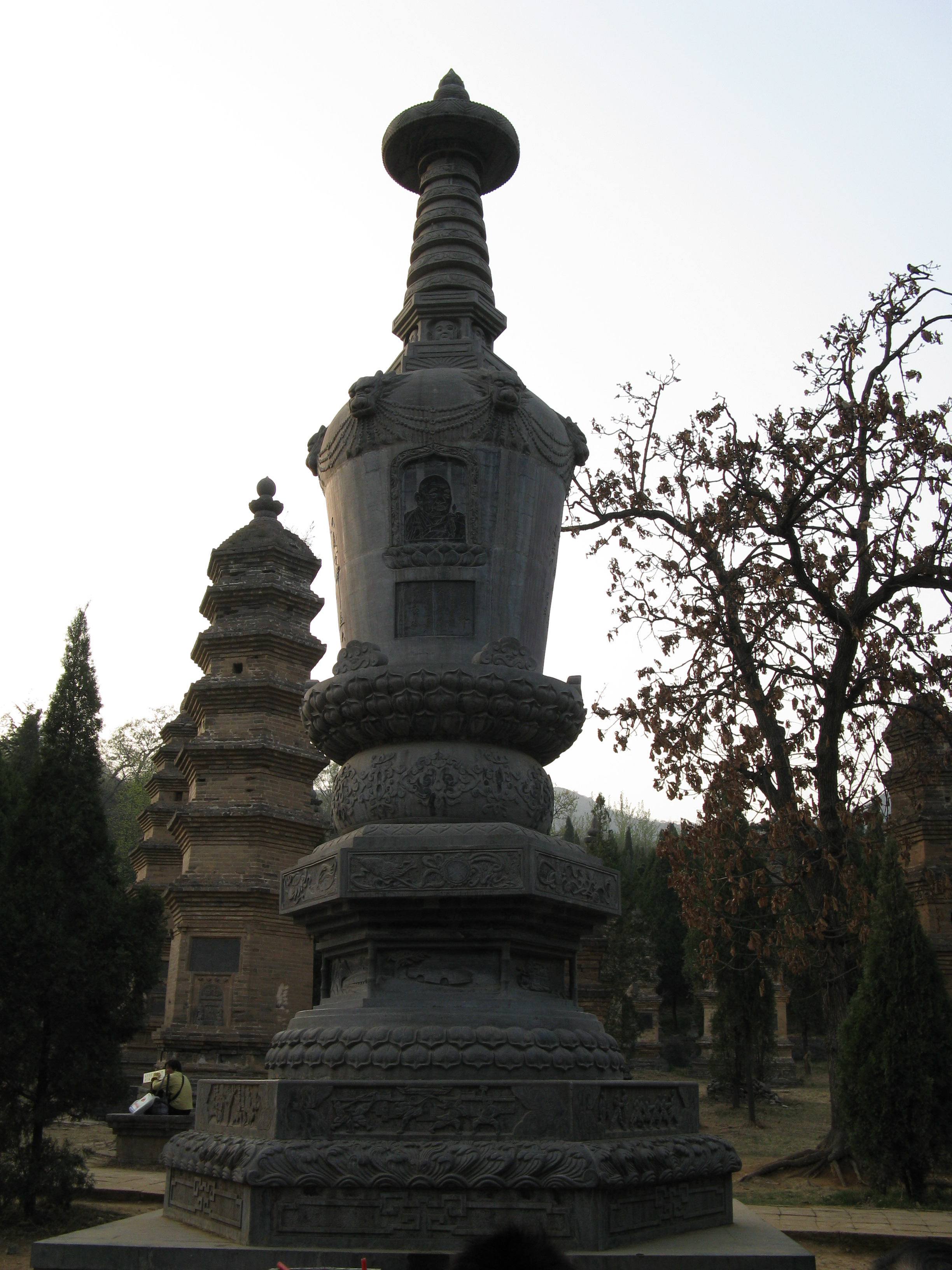
Pagoda amb forma d'atuell

La major part del bosc de pagodes consisteix en estructures de pedra o maó, d'un a set pisos, que fan menys de quinze metres d'alçada (molt més petites que les pagodes per a les relíquies budistes) i en totes elles consta l'any exacte de la construcció, a més de moltes talles i inscripcions. Comprenen gran varietat d'estils, però gairebé totes tenen múltiples ràfecs i el seu estil recorda pavellons. Les formes són igualment diverses: n'hi ha poligonals, cilíndriques, còniques, monolítiques i fins i tot semblants a atuells. Tot plegat fa del bosc una exhibició de pagodes antigues, talla i cal·ligrafia de diverses dinasties.
A més a més del bosc de pagodes existeixen moltes tombes pagoda d'inestimable valor escampades al voltant del monestir Shaolin, com per exemple la pagoda Faro construïda el 689 durant la dinastia Tang, la pagoda Tongguang construïda el 926 en l'època de les Cinc Dinasties, la pagoda Yugong erigida el 1324 durant la dinastia Yuan i la pagoda Zhaogong construïda durant la dinastia Ming.

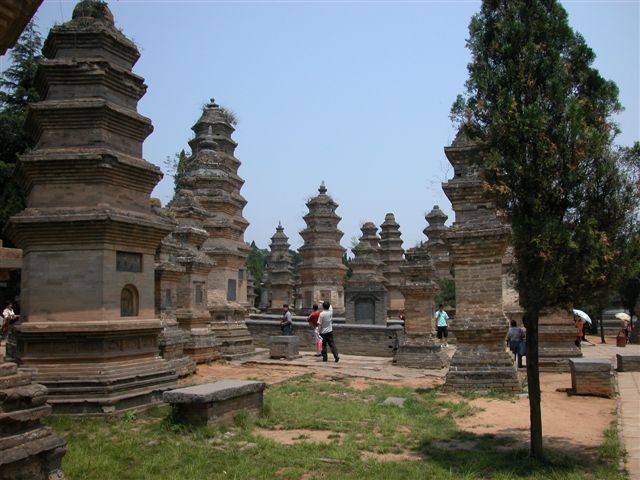
Bosc de pagodes, vista general
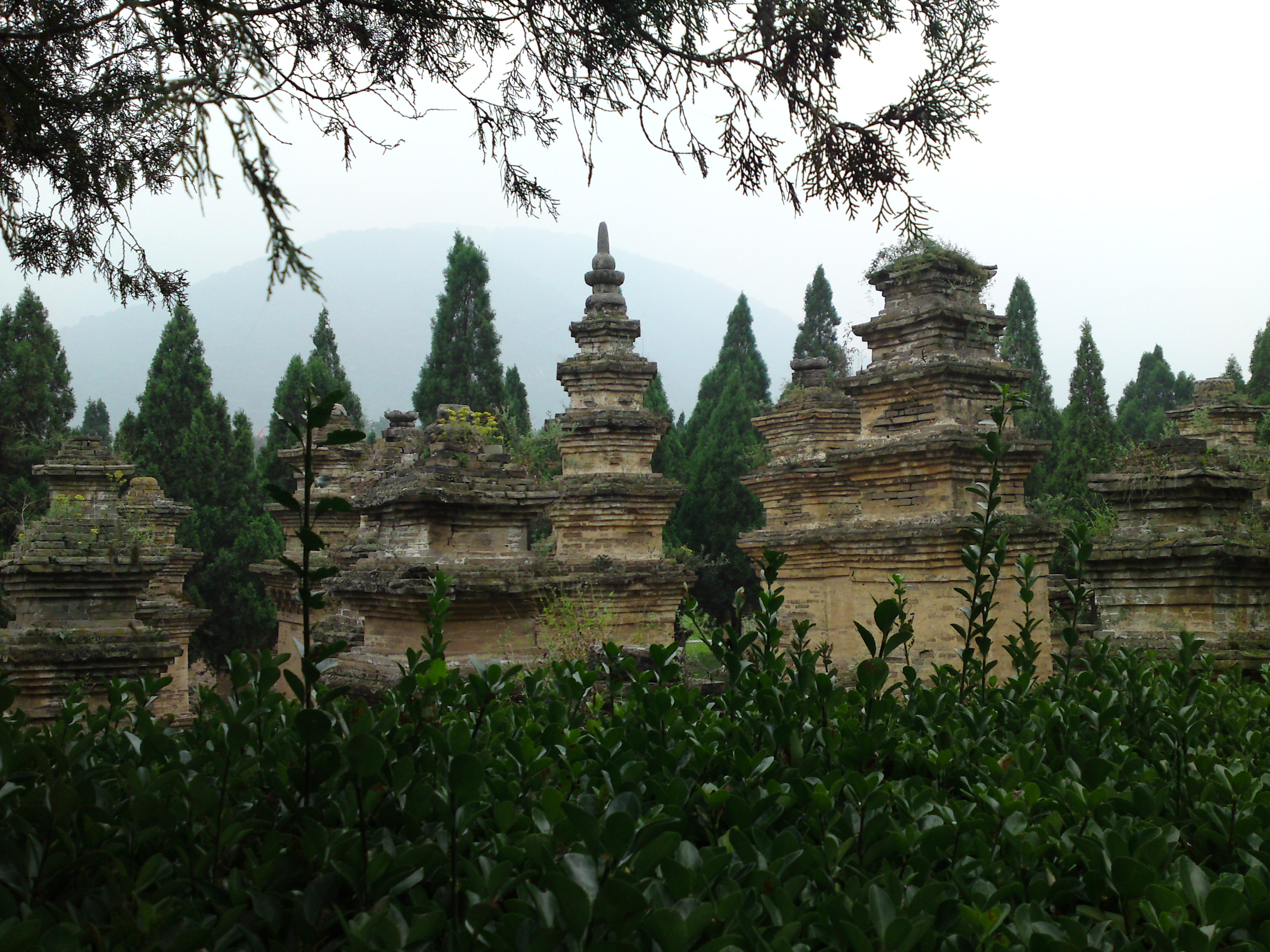
Vista parcial
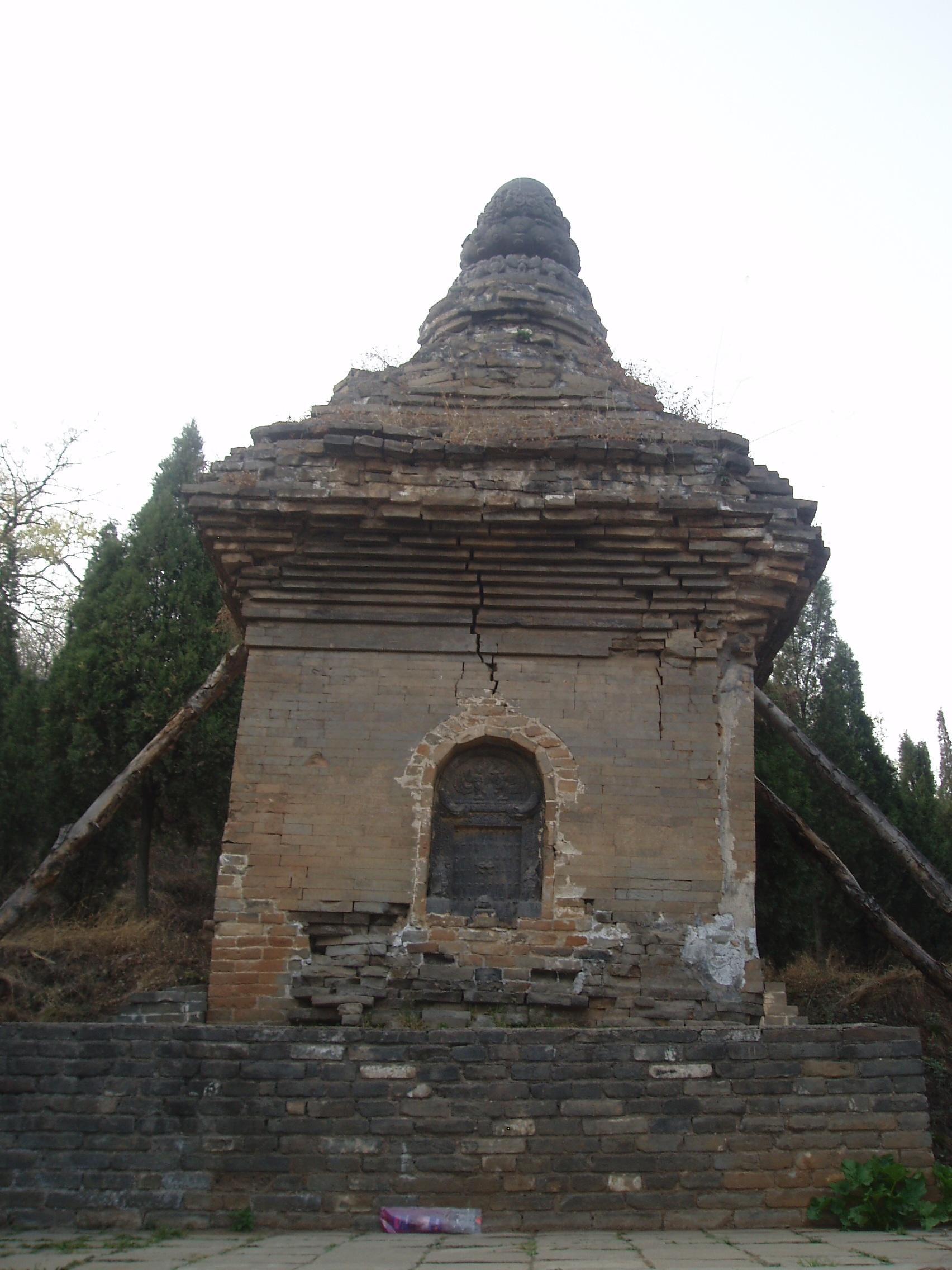
la pagoda més antiga de l'indret
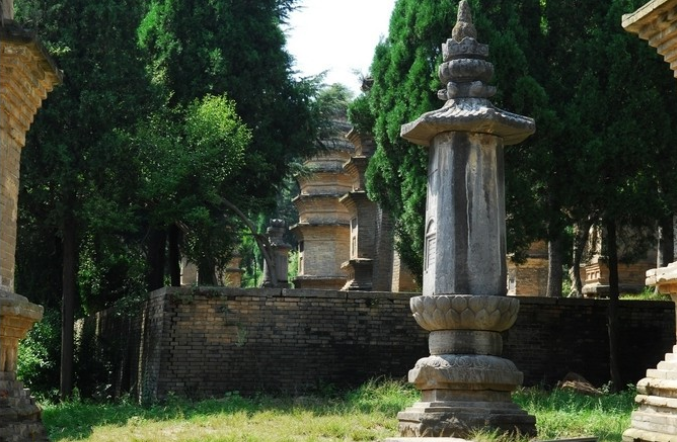
Una de les pagodes del «bosc»
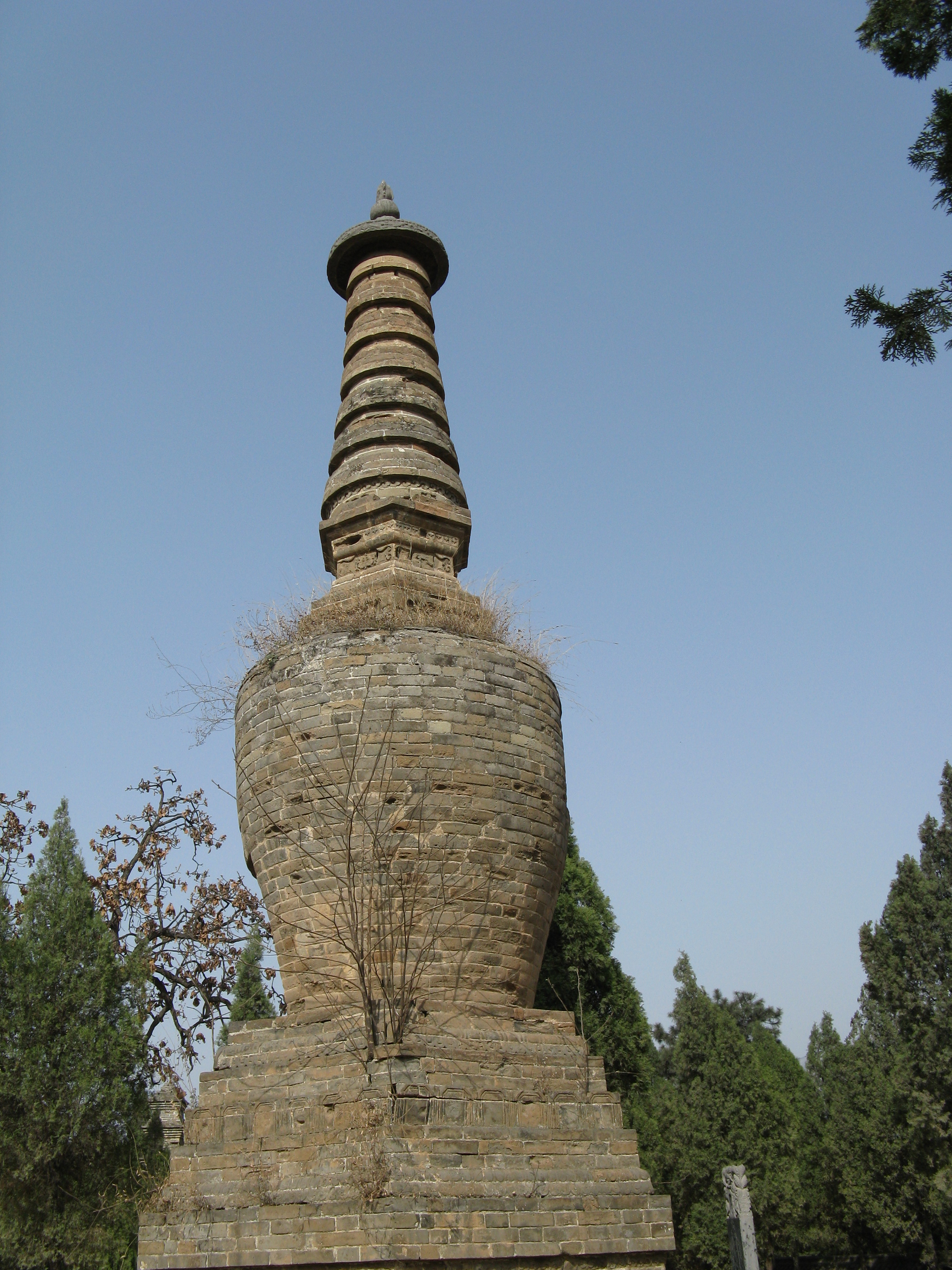
Una altra de les pagodes del «bosc»
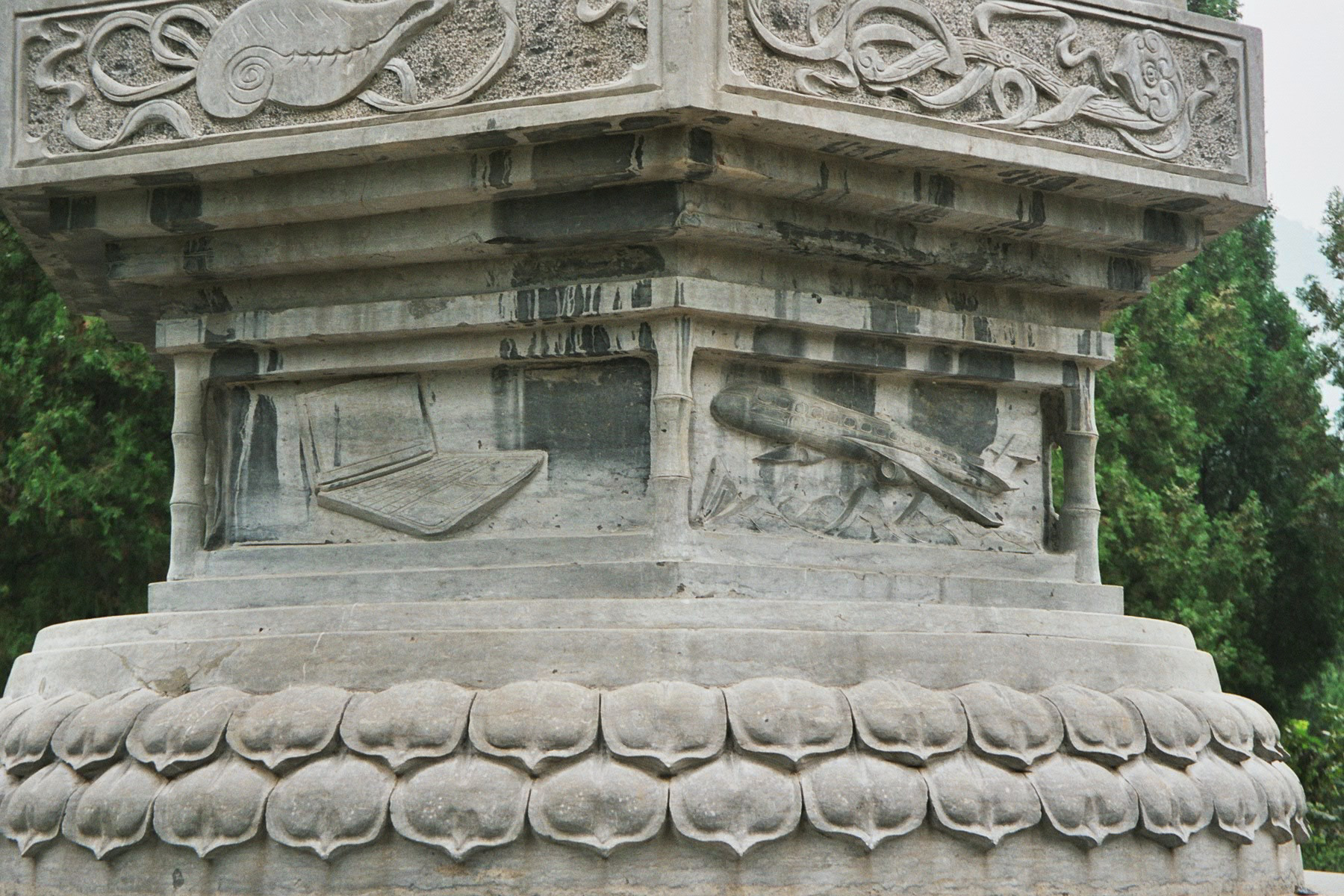
Detall ornamental d'una de les pagodes